# オタワ憲章のシンボルマーク
オタワ憲章のシンボルマーク（オタワけんしょうのシンボルマーク、Ottawa Cherter Emblem）は、1986年に第1回健康づくり国際会議において作成された、健康づくりのためのオタワ憲章にて提唱された健康づくりの象徴である。世界保健機関は、このシンボルマークをオタワ憲章にある健康づくりの支持表明として扱っている。

## 構成要素
このシンボルマークは、1つの外環、1つの円、円から発生する3つの翼からなる。そして翼の1つは外環をブレイクしている。これらの構成要素には、健康づくりにおける5つの活動領域（保健政策の制定、支援環境の整備、地域活動の強化、個人スキルの開発、医療の再設定）と3つの基本戦略（可能にする、調停する、推奨する）が盛り込まれている。

### 外環
赤色であるこの外環は「保健政策の制定」という目標を示しており、そのため「手を取り合う」政策の必要性を象徴している。この外環は、3つの翼を包み込んでおり、これは健康づくりの5つの活動領域のすべてを、統合的、相補的に管理する必要性をあらわしている。

### 外環の内側にある円
この円は健康づくりの3つの基本戦略「可能にする、調停する、推奨する」を象徴している。これはすべての活動領域において必要とされる。

### 円から広がる3つの翼
この翼は1986年の健康づくりのためのオタワ憲章、そして1997年の健康づくりを21世紀へと誘うジャカルタ宣言において再確認された、健康づくりの5つの活動領域を示している。
外環をブレイクする上の翼は、健康づくりには「地域活動の強化」と「個人スキルの開発」が必要であることを示している。そして「保健政策」は常に、社会、地域、そして個人の絶え間ない変化に対応し、それを新たなる政策へと反映しなければいけない。中央の翼は「支援環境の整備」の必要性を、下の翼は、疾病を予防し健康づくりを推進するための「医療の再設定」の必要性を示している。
このシンボルマークは、健康づくりが包括的多方面的戦略であることを、視覚化している。健康づくりには、統合化された多様な戦略と手法が応用される。これは、ジャカルタ宣言における「効果的な健康づくり」の前提条件の一つである。健康づくりとは、オタワ憲章にある5つの活動領域に統合的な方法で取り組むことに他ならない。

## 健康づくりは健康教育だけではない
健康づくりという言葉は、過去、そして今日まで、狭義に、健康教育と同じ意味で使われてきている。しかし健康教育はシンボルマークにあるように、健康づくりの数ある活動領域の1つ（個人スキルの開発）である。
このシンボルマークは、アデレードとスンツバルでの健康づくり国際会議でも強調された。

## ジャカルタ会議のシンボルマーク
第4回健康づくり国際会議のシンボルマークは、オタワ憲章のシンボルマークにジャカルタの文化とムードを反映させたものとなっている。3つの翼は、赤れんが色となっており、健康づくりの活動領域を象徴している。また外環と内円は1つの青い染みとなり、3つの翼はそこからのびている。これは、健康づくりは、統合化された多部門戦略手法を扱うということを象徴している。このシンボルマークは全体として、開放的である。これは、健康づくりの現場が、地方から世界までのすべての社会水準にいる、健康づくりの新たなる担い手とパートナーへとが広がっていくさまを表現している。